# 西班牙南氏魚
西班牙南氏魚，為輻鰭魚綱水珍魚目小口兔鮭科的其中一種，為深海魚類，分布於西班牙地中海海域，棲息深度500-600公尺，體長可達25公分，棲息在中層水域，生活習性不明。